# Dywizja Piechoty Szent László
Dywizja Piechoty „Szent László” (węg. Szent László hadosztály) – węgierski związek taktyczny sformowany pod koniec II wojny światowej.

## Historia
Dywizja została sformowana 12 października 1944 rozkazem ministra obrony gen. Lajosa Csataya. Składała się z żołnierzy sił lądowych i personelu lotniczego, dla którego zabrakło sprzętu. Na jej czele stanął gen. Zoltán Szügyi. Nosiła nazwę na cześć słynnego króla węgierskiego Władysława I Świętego, panującego w latach 1077–1095. W poł. grudnia część jednostki (spadochroniarze i artyleria) rozmieszczono w Budapeszcie, biorąc udział w obronie miasta. Batalion szkoleniowy znalazł się w miejscowości Pápa. Reszta dywizji od 22 grudnia 1944 do 9 stycznia 1945 uczestniczyła w ciężkich walkach z Armią Czerwoną nad rzekami Hron i Ipola, ale została odrzucona. Następnie Węgrzy bronili wzgórz nad Balatonem, ponosząc ciężkie straty. Wycofali się na północny zachód od Balatonu na obszar Komitatu Zala na tyły frontu. Niemcy używali Węgrów do zadań ochronnych. Jednocześnie dywizja uzupełniła straty poprzez uzyskanie żołnierzy z innych jednostek. Wznowiła walkę z Sowietami nad rzeką Mura, po czym przeszła jej doliną do południowo-wschodniej Austrii. Ostatni okres wojny walczyła nad granicą z Chorwacją. Poddała się wojskom brytyjskim 11 maja 1945  w Karyntii.

## Skład organizacyjny
- 1 pułk spadochronowy
  - batalion spadochronowy
  - batalion ciężkich broni
  - batalion szkolny
- 2 pułk piechoty
  - batalion piechoty Gwardii Królewskiej
  - batalion Żandarmerii Królewskiej
- 3 pułk lotniczy (został zniszczony i zastąpiony 3 pułkiem fortecznym)
- 1 batalion artylerii
- 6 zmotoryzowany batalion artylerii
- 9 batalion artylerii (haubice 210 i 305 mm)
- 76 batalion artylerii (haubice 210 mm)
- 1 batalion przeciwpancerny
- 20 batalion dział szturmowych
- zmotoryzowany batalion saperów „Szent László”
- zwiadowczy batalion pancerny „Szent László” (m.in. czołgi 40.M Turán I)
- zmotoryzowany batalion łączności „Szent László”
- służby zaopatrzeniowe